# Lazsko

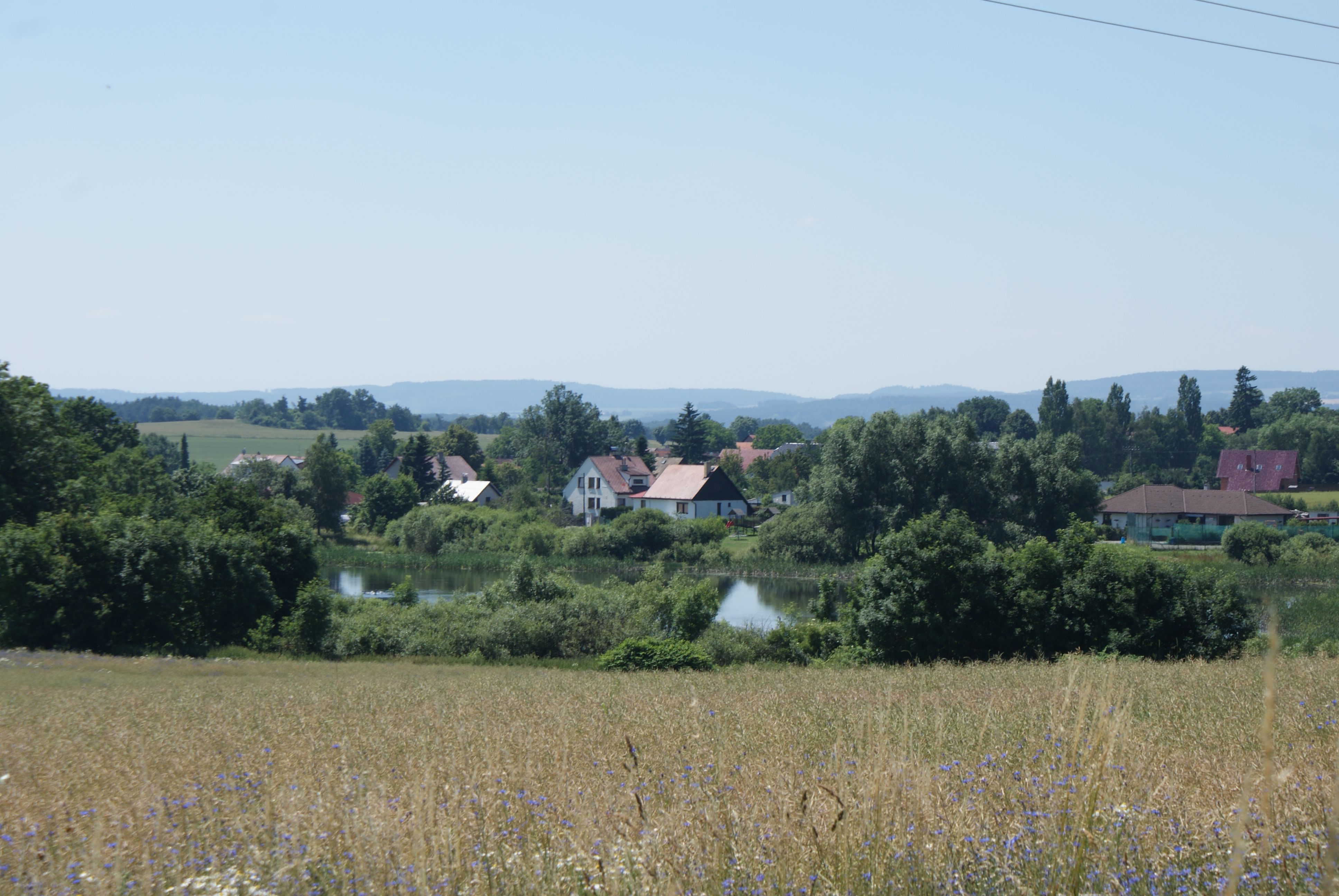
Ortsansicht

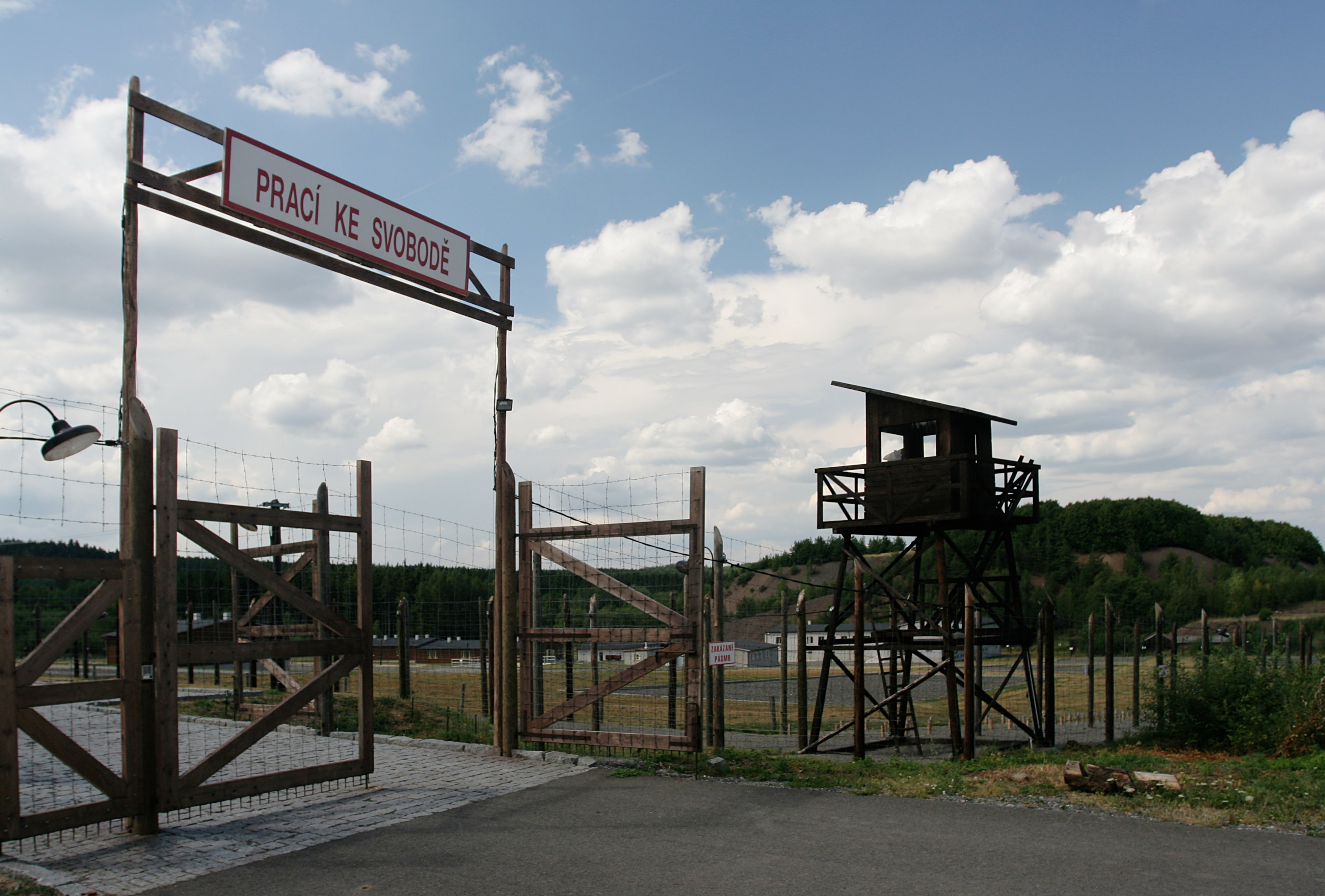
Gedenkstätte Vojna

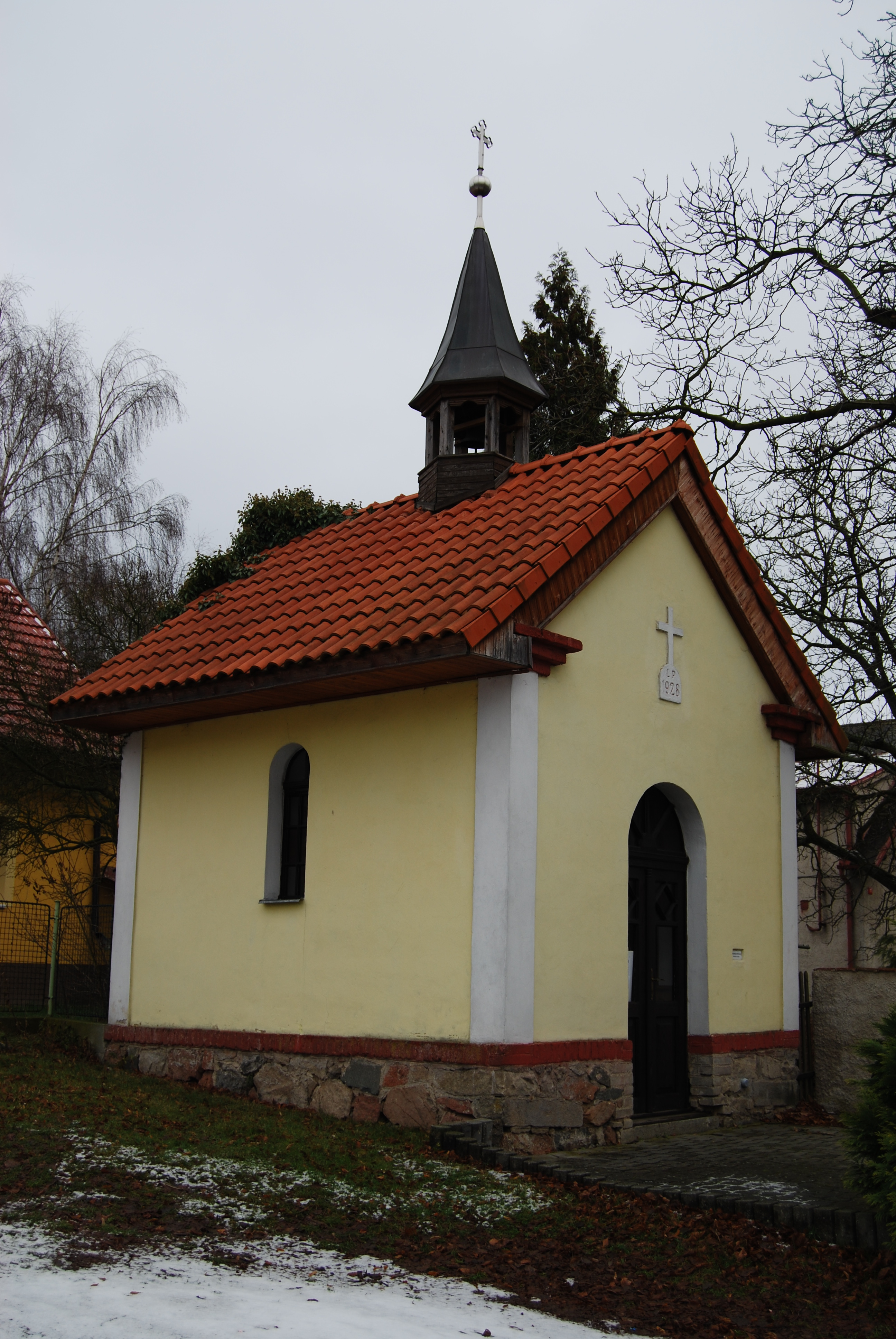
Kapelle am Dorfplatz

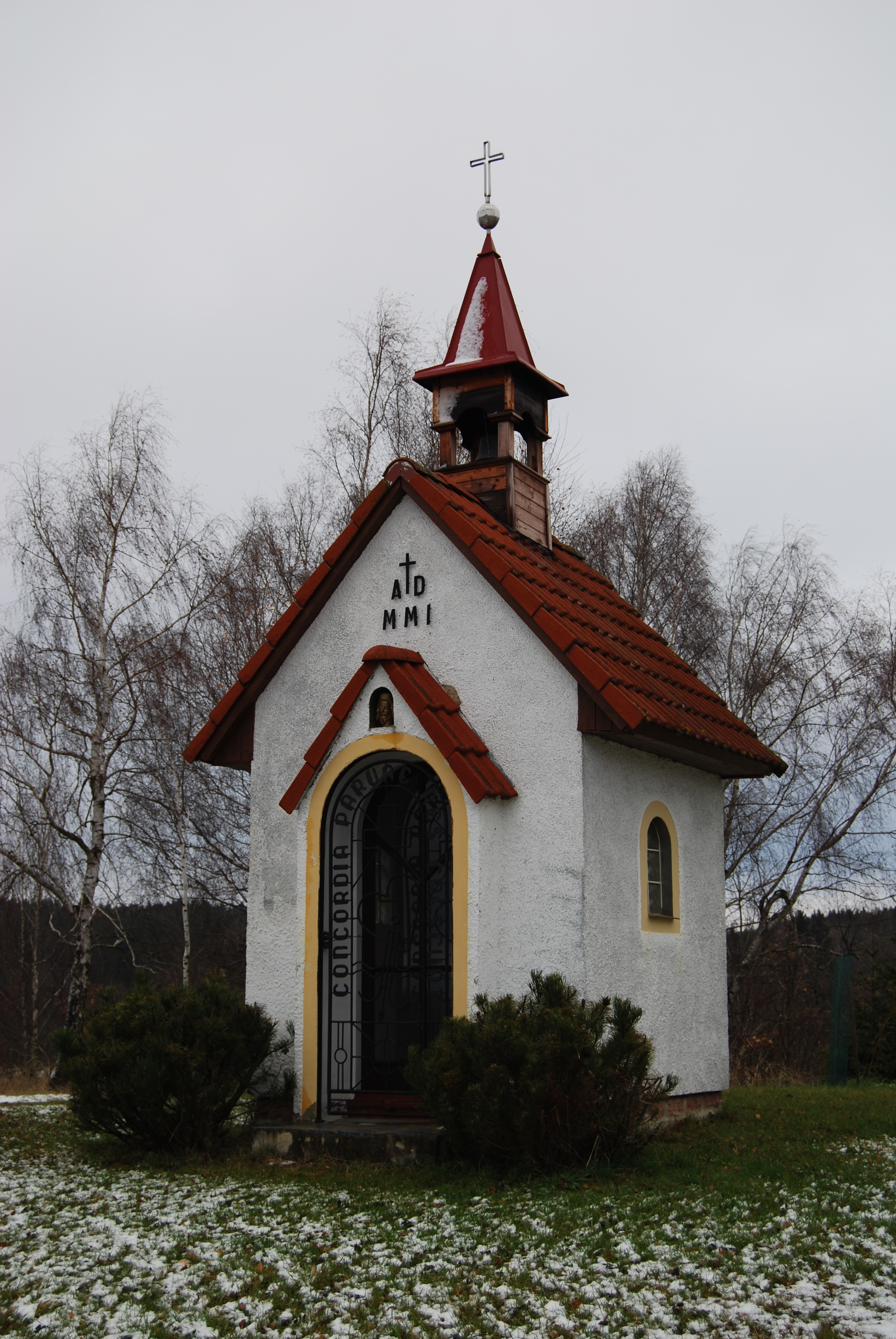
Gedenkkapelle des hl. Wenzel

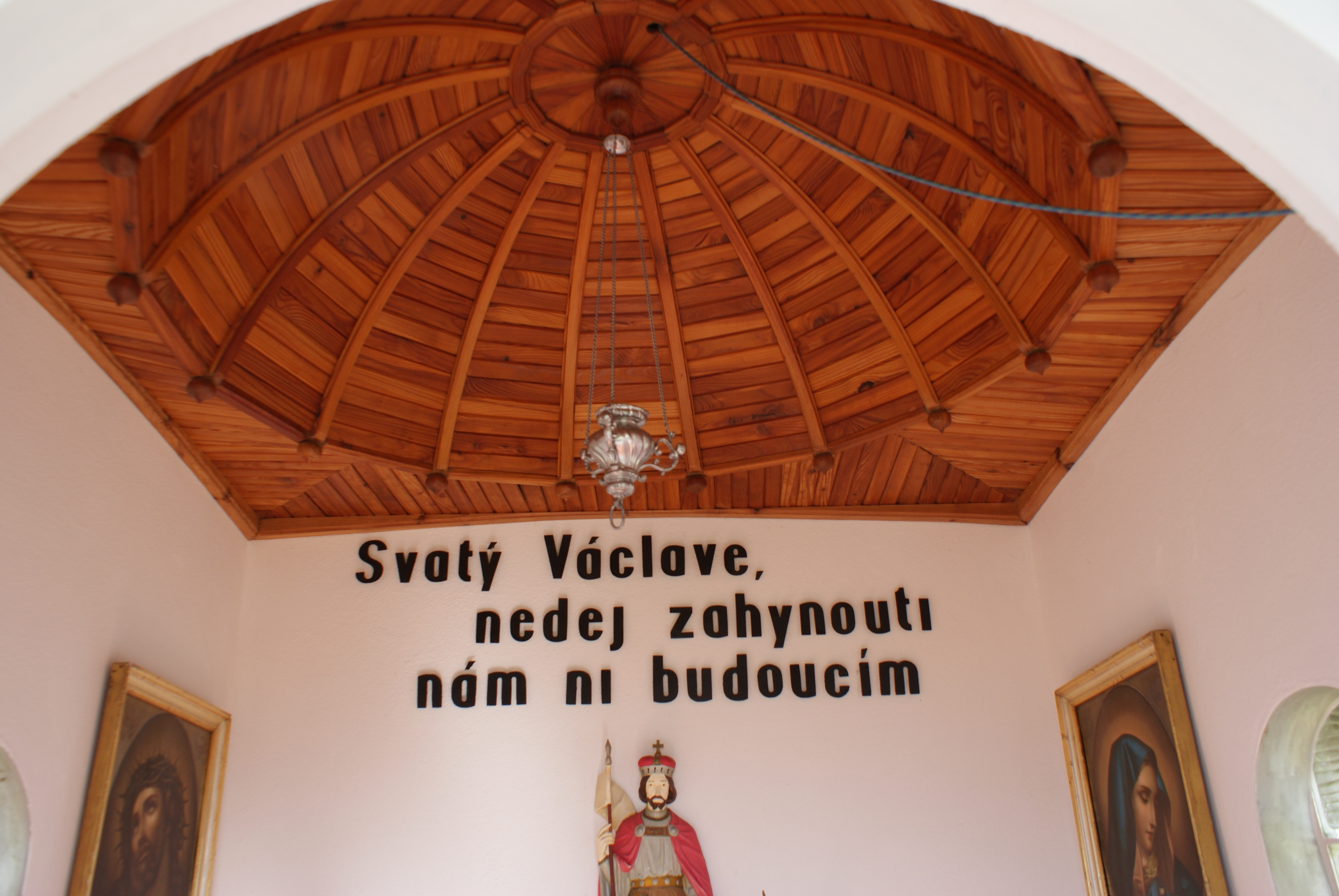
Innenansicht der Gedenkkapelle des hl. Wenzel

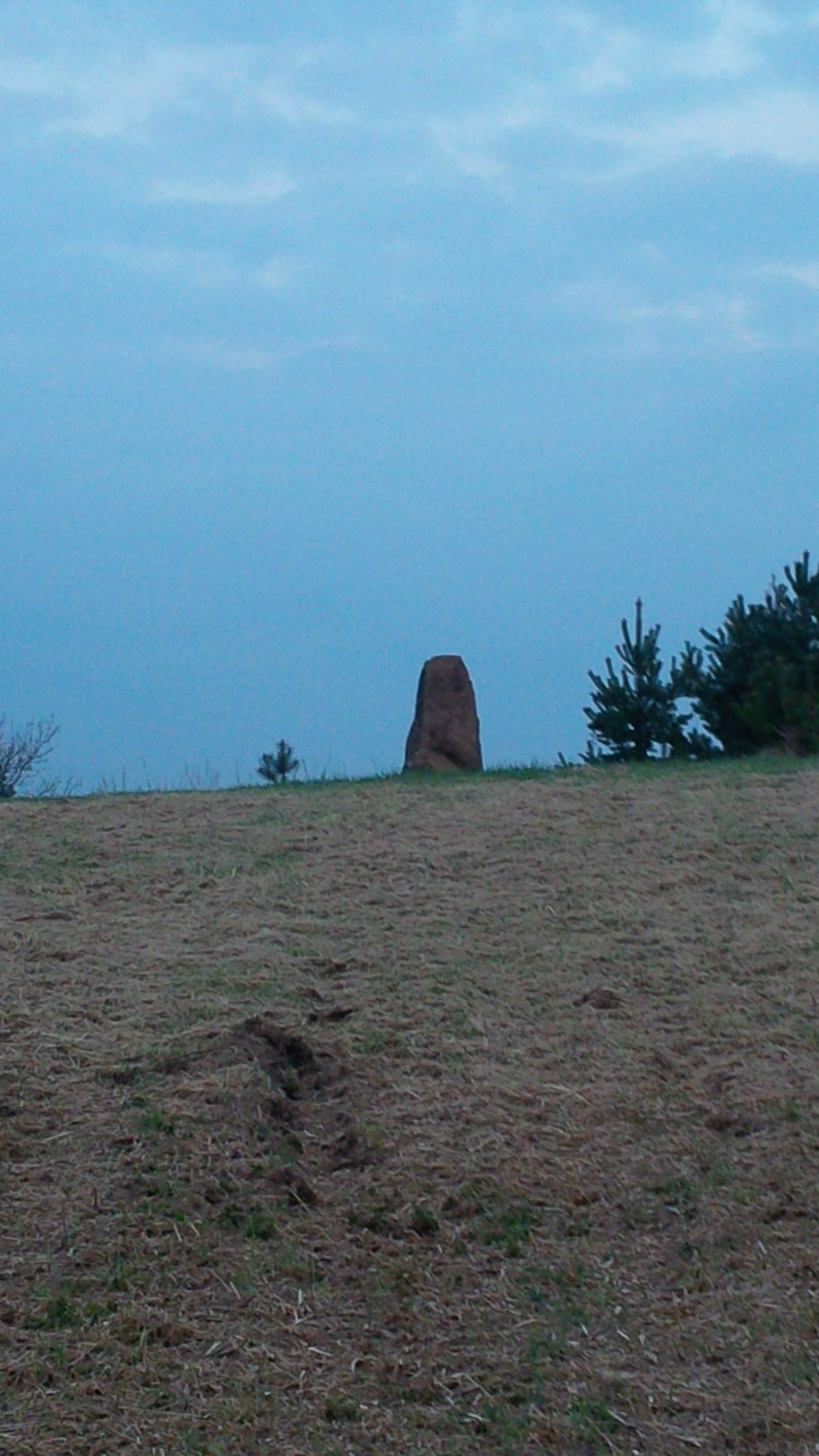
Menhir beim Gräberfeld am Stříbrný vrch

Lazsko (deutsch Lasko) ist eine Gemeinde in Tschechien. Sie liegt acht Kilometer südlich des Stadtzentrums von Příbram und gehört zum Okres Příbram.

## Geographie
Lazsko befindet sich rechtsseitig über dem Tal des Baches Hrádecký potok bzw. Ostrovský potok in der Příbramská pahorkatina (Příbramer Hügelland). Nördlich erheben sich der Panin (572 m n.m.) und der Mýto (599 m n.m.), im Nordosten der Stříbrný vrch (552 m n.m.), östlich der Machačov (571 m n.m.), im Südosten der Vraneč (608 m n.m.), südwestlich der Holý vrch (573 m n.m.) sowie im Nordwesten die Vojna (Wogna, 667 m n.m.). Knapp zwei Kilometer nördlich liegt die Gedenkstätte Vojna. Am östlichen Ortsrand liegen die Teiche Hošek, Pustý rybník und Hubenovský rybník; dahinter verläuft die Bahnstrecke Protivín–Zdice. Anderthalb Kilometer nordöstlich liegen auf den Fluren von Lazsko das Werksgelände der Wimmer & Ligmet a.s. und der Bahnhof Milín. 
Nordwestlich von Lazsko befinden sich die Halde Šachta 3 sowie der Jüdische Friedhof Kamenná. Durch den Ort führt die Staatsstraße II/174 zwischen Milín und Březnice.
Nachbarorte sind Kamenná, Vojna, Žežice und Brod im Norden, Lešetice, Konětopy, Slivice und Milín im Nordosten, Rtišovice im Osten, Vrančice, Životice und Hora im Südosten, Ostrov, Ostrovský Mlýn, Hořejany und Podtochovice im Süden, Tochovice, Podrejžský Mlýn und Chrást im Südwesten, Modřovice und Kamenná im Westen sowie Zavržice, Narysov und Na Výfuku im Nordwesten.

## Geschichte
Archäologische Funde belegen eine frühzeitliche Besiedlung des Gemeindegebiets. 1957 wurden im Zuge einer Notgrabung auf dem Flurstück 227 am südlichen und westlichen Hang des Stříbrný vrch 21 Brandgräber aus der zweiten Hälfte des 3. Jahrhunderts aufgefunden, die der Hallstattkultur zuzuordnen sind. Der größte Teil des Gräberfeldes wurde zuvor durch die Sandgewinnung vernichtet.
Die erste schriftliche Erwähnung von Lazsko erfolgte am 27. Dezember 1336 in einer Urkunde Johann von Luxemburgs über die Pflichten der Lehnsleute der königlichen Burg Kamýk. Einer dieser 15 Lehnsmänner, die als Armbrustschützen jederzeit für den Schutz der Burg verantwortlich waren und bei Anwesenheit des Königs während der Jagd besondere Dienste zu leisten hatten, war der Besitzer des Dorfes Lazsko mit Anteilen von Lisovice, Thomas. Nach der Errichtung der neuen Königsburg Karlstein verlor die Burg Kamýk ab 1357 ihre Bedeutung. Die königlichen Lehen wurden auf Karlstein übertragen und das Jagdamt auf die Burg Vargač bei Dobříš verlegt. Zum Ende des 14. Jahrhunderts gehörte das Lehngut Jakub von Lazskos Witwe Anna. Nach deren Tod belehnte König Wenzel IV. im Jahre 1400 seinen Kammerherrn Přibík von Tušovice mit dem Gut. Nachfolgende Besitzerin war Dorothea von Lazsko, die das Gut und das Dorf 1438 an Petřík von Lisovice verkaufte. Dieser veräußerte den Besitz 1444 an seinen Bruder Oldřich, genannt Šotna von Lisovice, der ihn ein Jahr später an Peter von Smolotyl verkaufte, der sich auch Předbor von Radejšín nannte. 1453 erwarb Albert Schütz von Drahenitz das Gut. Dessen Sohn Nikolaus verkaufte Lazsko an Jan, genannt Kerunk von Lom. Ihm folgten seine Söhne Kerunk und Jaroslav. 1496 wurde in einer Beschreibung des Gutes erstmals eine Feste erwähnt, die jedoch gewiss bereits im Zuge der Bildung des Lehngutes errichtet worden ist. Zum Ende des 15. Jahrhunderts erwarb der Burggraf Sebastian von Hrádek das Gut. Danach reißt die lückenlose Überlieferung der Besitzer von Lazsko in Folge verlorenen gegangener Karlsteiner Lehnbücher ab. Im Jahre 1563 gehörte das Lehngut den Brüdern Friedrich und Christoph Chrastský von Chrast. Vor 1589 erwarb Adam Chanowsky von Langendorf das Gut. 1597 wurde Zdenko Kalenický von Kalenice mit dem aus einer Feste mit einem Meierhof, einer Mühle, einer Brauerei, einer Mälzerei, einer Schäferei, den drei Teichen Velký, Hubenov und Milínsky, einer Schänke sowie sieben Anwesen bestehenden Gut belehnt. Im Jahre 1606 erhielt Vojislav Branišovský von Branišov das Lehn. Nach dessen Tode wurde das Gut Lazsko am 26. Juni 1622 wegen seiner Beteiligung am Ständeaufstand von 1618 konfisziert und an Jaroslav Borsita von Martinic ausgereicht. Borsita hatte jedoch wenig Interesse an dem weit entfernt von seiner Herrschaft Muncifay gelegenen kleinen Gut und verkaufte es am 7. Juni 1623 für 3200 Meißnische Schock an den Oberstburggrafen Johann Heinrich Chanowsky von Langendorf. Von ihm kaufte im Jahre 1650 Johann Kolenetz von Kolno das Gut. Ab 1653 gehörte das Gut Lazsko einschließlich der vier Teiche Milínský, Hubenov, Velký und Pařezský dem Přibík František von Újezd auf Březnice und Tochovice, der Lazsko an die Herrschaft Tochovice im Prachiner Kreis anschloss. 1663 wurde das Lehn auf dessen ältesten Sohn Přibík Václav übertragen, der wenig später verstarb. Ihm folgte sein Bruder Johann Josef, danach dessen Witwe Maria Anna, spätere Michna von Vacínov. Im Jahre 1740 kaufte Johann Wenzel Schönowitz von Ungerswert und Adlersleben das Gut. 1802 erwarb der Oberstlandmarschall Johann Prokop Graf Hartmann von Klarstein die Güter. 1808 veräußerte Hartmann von Klarstein die Güter Tochovice, Lazsko und Lisovice an Dorothea von Kurland, die sie 1812 an Gabriela Wratislaw von Mitrowitz, geborene Desfours, weiterverkaufte. Mit Gabrieles Tod fiel das Lehen an die Böhmische Krone heim und wurde 1840 an Prinzessin Maria Anna gereicht. Am 20. November 1840 trennte Kaiser Ferdinand I. das Gut Lazsko wieder von Tochovice ab und verkaufte es an den k.k. Kämmerer Vincenz Graf von Bubna und Lititz.
Im Jahre 1846 umfasste das zum Berauner Kreis gehörende Lehngut Lasko eine Nutzfläche von 642 Joch 138 Quadratklafter. In den Teichen Milinsky, Puster-Teich und Hubenower Teich wurde Fischzucht betrieben. Der mit 57 Metzen drei Maßeln ehemals größte Teich, der Große Teich, war abgelassen und auf 18 Metzen fünf Maßeln in Felder umgewandelt; er befand sich unmittelbar unterhalb des Hubenower Teiches. Die zum Gut gehörigen Wälder mit einer Ausdehnung von 165 Joch 1444 Quadratklafter wurden vom Forstrevier Zeleny und Gezkowetz bewirtschaftet. Das Gut bewirtschaftete in Eigenregie einen Meierhof und eine Schäferei. Am Berg Wogna wurde ein Eisenbergwerk betrieben. Das gewonnene Eisenerz wurde vom Schichtamt Zawieschin abgekauft. Die Verwaltung des Gutes wurde vom Amt des Gutes Wysoka und Kamena besorgt, dessen Besitzern die Ausübung der Jagd in Lasko eingeräumt war. Zum Gut Lasko gehörte einzig das gleichnamige Dorf. Das Dorf Lasko bestand aus 26 Häusern mit 167 Einwohnern. Die Bewohner lebten vom Ackerbau und der Viehzucht bzw. der Arbeit in den Příbramer Bergwerken. Im Ort gab es einen obrigkeitlichen Meierhof und ein Wirtshaus. Abseits lagen ein obrigkeitliches Jägerhaus, ein Schafstall, eine Wasenmeisterei und eine Häuslerchaluppe (Kamenná). Pfarrort war Sliwitz (Slivice). Im Jahre 1849 verkauften die Grafen Bubna das Gut an František und Maria Šembera aus Blatná, die mit der Errichtung eines Schlosses begannen. 
Nach der Aufhebung der Patrimonialherrschaften bildete Lazsko/Lasko ab 1850 einen Ortsteil der Gemeinde Kamenná im Gerichtsbezirk Příbram. Anton von Jaksch, der 1861 das Gut gekauft hatte, ließ den Schlossbau fortsetzen. Bei der Errichtung des obersten Stockwerkes zeigten sich jedoch gravierende statische Mängel, so dass er den Schlossbau einstellen musste und stattdessen einen kleinen Neubau errichten ließ. Ab 1868 gehörte das Dorf Lazsko zum Bezirk Příbram. Am 1. August 1871 hob die Statthalterei für das Königreich Böhmen die Lehnsverpflichtung des Gutes Lazsko gegenüber der Burg Karlstein auf. Im Jahre 1872 kaufte Jaksch das Schloss Lohowa und verkaufte das Gut Lazsko an Richard Clam-Martinic, der bereits das benachbarte Gut Kamenná besaß. 1891 erbte dessen Sohn Gottfried das Gut Kamenná mit Lazsko, er verkaufte es 1897 an den Wildenschwerter Fabrikanten Florian Hernych. Am 24. September 1910 veräußerte die Familie Hernych beide Güter an den Großgrundbesitzer Otakar Brdlík. In den 1920er Jahren löste sich Lazsko von Kamenná los und bildete eine eigene Gemeinde. Am 2. November 1940 erwarb Brdlíks Schwiegersohn Mirko Uher das Gut Lazsko. Beide Güter mit insgesamt 500 ha Land wurden von Kamenná aus verwaltet. 1950 wurde der Besitz von Brdlík und Uher auf der Grundlage eines Gerichtsentscheides konfisziert. 
Zwischen 1947 und 1949 wurde auf der Flurgrenze zwischen Lazsko, Zavržice und Lešetice durch deutsche Kriegsgefangene das Lager Vojna errichtet, das danach bis 1951 als Zwangsarbeitslager für politische Gefangene und danach bis 1961 als Gefängnis diente. Nordwestlich von Lazsko wurde der Schacht 3 der Příbramer Urangruben (Uranové doly Příbram) abgeteuft. Zu Beginn des Jahres 1980 wurde Lazsko nach Milín eingemeindet. Seit dem 24. November 1990 besteht die Gemeinde Lazsko wieder. Die Tagegebäude der ehemaligen Urangrube Šachta 3 sind seit 2000 Sitz des Státní ústav jaderné, chemické a biologické ochrany – SÚJCHBO (Staatliches Institut für nuklearen, chemischen und biologischen Schutz). 2012 vereinbarten die Gemeinden Milín und Lazsko eine Änderung der Gemeindegrenze auf den Katastern Kamenná u Příbramě und Lazsko, durch die Abtretung den Fluren von Lazsko am Šachta 3 befindet sich damit das SÚJCHBO auf dem Gebiet der Gemeinde Milín.

## Gemeindegliederung
Für die Gemeinde Lazsko sind keine Ortsteile ausgewiesen. Zu Lazsko gehört die Einschicht Kamenná.

## Sehenswürdigkeiten
- Gedenkstätte Vojna am Standort des kommunistischen Arbeitslagers, sie wurde 2005 als Außenstelle des Bergbaumuseums Příbram eröffnet
- Kapelle am Dorfplatz, errichtet 1921
- St.-Wenzel-Gedenkkapelle oberhalb des Dorfes, sie wurde am 28. September 2001 geweiht
- Menhir beim Gräberfeld am Stříbrný vrch, er wurde 2015 aufgestellt.